# República de las Montañas del Cáucaso Septentrional
La República de las Montañas del Cáucaso Septentrional fue un estado situado en Europa. Abarcaba la mayor parte del Cáucaso Norte y surgió durante la Guerra Civil Rusa, existiendo entre 1918 y 1919. Se formó como una consolidación de varios grupos étnicos del Cáucaso Norte, entre ellos los abazinos, circasianos, chechenos, osetios, balkarios, ingusetios y daguestaníes. La superficie del Estado fue de aproximadamente 428 354 km2, con una población de alrededor de seis millones y medio de personas. La capital se estableció originalmente en Vladikavkaz pero se trasladó más tarde a Nazrán y finalmente a Temir-Jan-Shurá (actual Buinaksk).

## Historia

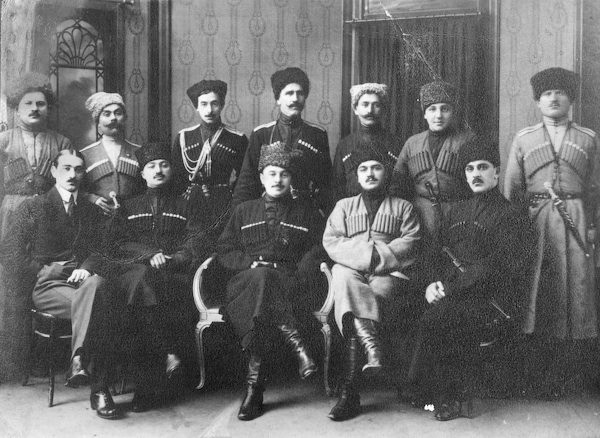
Dirigentes de la República. El primer ministro Tapá Chermóyev aparece en el centro de la primera fila.

La «Unión de Pueblos del Cáucaso Norte» se creó en marzo de 1917, eligiéndose un comité ejecutivo. Su presidente era uno de los caudillos del movimiento para la liberación nacional de los pueblos del Cáucaso Norte, Tapá Chermóyev. El territorio adoptó la Constitución de Shamil (Nizam) de 1847 el 5 de agosto de 1917 y se declaró una república el 11 de mayo de 1918, estableciéndose un Gobierno independiente.
Entre los fundadores del nuevo Estado se contaban Said Shamil (nieto del Imán Shamil que en 1924 se convertiría en fundador y dirigente del «Comité para la Independencia del Cáucaso» en Alemania), el primer ministro Tapá Chermóyev, el jeque Ali-Khaji Akusha y Haidar Bamat.
La República fue reconocida oficialmente por el Imperio otomano, Alemania, la República Democrática de Azerbaiyán, la República Democrática de Georgia y la República Popular de Kubán.

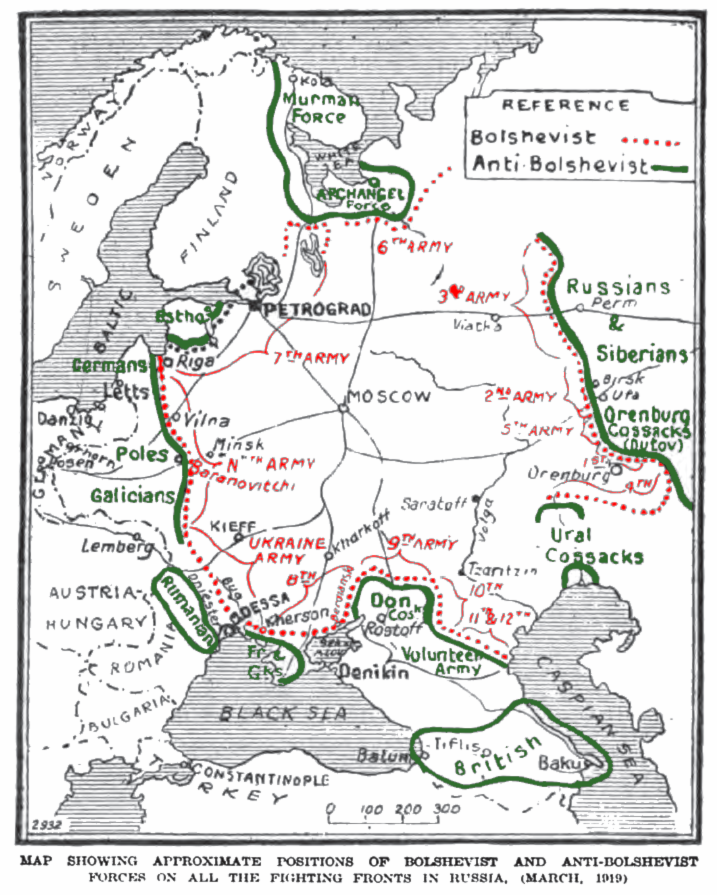
Posiciones del Ejército de Voluntarios del general Antón Denikin y de otras fuerzas regionales tras el Armisticio de Mudros.

Durante la guerra civil rusa los Montañeses sostuvieron duros combates contra las tropas invasoras de los ejércitos blancos del general Denikin. La lucha concluyó en enero de 1920 cuando este fue definitivamente derrotado por el 11.º ejército soviético. Las tropas soviéticas victoriosas fueron al principio recibidas con banderas rojas en las aldeas del Cáucaso, pero sus promesas de crear una república autónoma en la zona no se cumplieron.
En junio de 1920, la república fue ocupada por el Ejército Rojo ruso y el Gobierno hubo de abandonar el Cáucaso. En enero de 1921, se proclamó la creación de una nueva república soviética autónoma: la República Soviética de la Montaña.